# Jane Griffin (Lady Franklin)
Jane Griffin, Lady Franklin (Londres, 4 de diciembre de 1791 – 18 de julio de 1875), fue una de las primeras mujeres pioneras en residir en Tasmania, viajera y segunda esposa del explorador inglés del Ártico John Franklin. 

## Biografía
Jane fue la segunda hija de John Griffin, un empleado y posteriormente director de la Goldsmith's Company, y de su esposa Jane Guillemard. Era de origen hugonote por las dos ramas de su familia. Nació en Londres, recibió una buena educación y su padre hizo todo lo posible para que completase su educación viajando a menudo por el continente. Su retrato, pintado cuando tenía 24 años por Amelie Romilly en Ginebra, nos la muestra como una joven guapa con encanto y vivacidad.

### El matrimonio con John Franklin
Siendo joven, Jane se había sentido fuertemente atraída por un científico y médico de Londres, Peter Mark Roget. Ella dijo una vez que él era el único hombre que la hizo desmayarse, pero nunca llegó a nada esa relación. Jane había sido amiga de la primera esposa de John Franklin, Eleanor Anne Porden, que murió a principios de 1825. En 1828, Griffin se prometió con Franklin y se casaron el 5 de noviembre de 1828. Franklin fue nombrado caballero en 1829. Durante los siguientes tres años, estuvo separada de su marido durante largos períodos mientras él estaba de servicio en el Mediterráneo. En 1836, fue nombrado teniente gobernador de Tasmania, donde llegaron el 6 de enero de 1837.

### Relación con la colonia de Australia
Lady Franklin comenzó a interesarse por la colonia y se dedicó a la exploración a lo largo de la costa sur y oeste. En 1839, Lady Franklin se convirtió en la primera mujer europea que viajó por tierra desde Port Phillip a Sídney. En abril de ese año, visitó el nuevo asentamiento de Melbourne, donde fue una de las mujeres afectadas por el machismo. 
Mantuvo una abundante correspondencia con Elizabeth Fry sobre las convictas, e hizo lo que pudo para mejorar su suerte. Fue acusada de utilizar indebidamente la influencia que tenía con su marido, pero no hay pruebas de ello. No cabe duda de que él se alegraba teniendo su ayuda para resolver algunos problemas relacionados con su cargo, y probablemente colaboró en la fundación de la sociedad científica que posteriormente se convirtió en la Royal Society of Tasmania. Cuando Franklin fue llamado a Inglaterra a finales de 1843, viajaron en primer lugar a Melbourne y luego a Inglaterra a través de Nueva Zelanda.

### Desaparición de su marido
Su marido comenzó su último viaje en mayo de 1845, y cuando se dieron cuenta de que debía haber ocurrido un desastre, Lady Franklin se dedicó durante muchos años a tratar de conocer cuál fue su destino. 
Lady Franklin patrocinó cuatro expediciones para encontrar a su marido —en 1850, una con el Prince Albert dirigida por Charles Codrington Forsyth; en 1851, de nuevo en el Prince Albert, con William Kennedy y Joseph René Bellot; en 1852, con el Isabel dirigida por Edward Augustus Inglefield; y finalmente en 1857, con el Fox al mando de Francis Leopold McClintock— y, ofreció una recompensa a quien aportase información sobre él, además de empujar a otros muchos a buscarle. Sus esfuerzos para conocer la suerte de la expedición se convirtieron en uno de los temas más controvertidos de la década. Al final, en 1859 Francis Leopold McClintock encontró pruebas de que Sir John había muerto doce años antes, en 1847. Relatos anteriores habían sugerido que, al final, la expedición tuvo que recurrir al canibalismo para sobrevivir, pero Lady Franklin se negó a creer en esas historias, y manifestó su desprecio por John Rae, que había sido, de hecho, el primero en regresar con la noticia de la suerte corrida por su marido.
En 1860, se había hecho todo los que se podía hacer, y durante el resto de su vida, Lady Franklin dividió su tiempo entre su vida en Inglaterra y los viajes por todo el mundo. Murió en Londres el 18 de julio de 1875. 
Lady Franklin fue una mujer con un carácter y una personalidad inusuales. Fue una de las primeras mujeres que vivieron en Tasmania, había gozado de una buena educación, y vivido en un ambiente cultural activo, su empuje fue reconocido, y ayudó a crear una nueva forma de vida entre los más prósperos colonos, una vez superada la etapa de la mera subsistencia. Sus decididos esfuerzos, incluso aportando gran parte de su propio dinero para descubrir el destino de su marido, sirvieron para acaparar muchos conocimientos sobre las regiones árticas. 
La balada Lady Franklin's Lament homenajeaba a Lady Franklin por su dedicación en la búsqueda de su marido perdido. Se dijo: «Lo que la nación no puede hacer lo hace una mujer».

## Honores y recompensas
- Founder's Gold Medal, de la Royal Geographical Society[1]